# سماسی ابو
سماسی ابو (فرانسوی: Samassi Abou‎؛ زادهٔ ۴ آوریل ۱۹۷۳) بازیکن فوتبال اهل ساحل عاج است.

## باشگاهی
از باشگاه‌هایی که در آن بازی کرده‌است می‌توان به باشگاه فوتبال وستهام یونایتد، باشگاه فوتبال کیلمارنوک، باشگاه فوتبال لوریان، باشگاه فوتبال والسال، باشگاه فوتبال المپیک لیون، باشگاه فوتبال کن، باشگاه فوتبال ایپسویچ تاون، باشگاه فوتبال تروا و باشگاه فوتبال آژاکسیو اشاره کرد.

## تیم ملی
وی همچنین در تیم ملی فوتبال زیر ۲۱ سال فرانسه بازی کرده‌است.